# Aclytia mariamne
Aclytia mariamne là một loài bướm đêm thuộc phân họ Arctiinae, họ Erebidae.